# Snafu Lake, Yukon
Snafu Lake är en sjö i Kanada.   Den ligger i territoriet Yukon, i den västra delen av landet, 4 100 km väster om huvudstaden Ottawa. Snafu Lake ligger 881 meter över havet. Arean är 0,47 kvadratkilometer. Den sträcker sig 2,0 kilometer i nord-sydlig riktning, och 1,0 kilometer i öst-västlig riktning.
Trakten runt Snafu Lake är nära nog obefolkad, med mindre än två invånare per kvadratkilometer.